# Adeonellopsis sulcata
Adeonellopsis sulcata är en mossdjursart som först beskrevs av Milne Edwards 1836.  Adeonellopsis sulcata ingår i släktet Adeonellopsis och familjen Adeonidae. Inga underarter finns listade i Catalogue of Life.